# 塞米納拉戰役
塞米納拉戰役（西班牙語：Batalla de Seminara）是意大利戰爭的一場戰役，交戰的雙方分別是征服了那不勒斯王國的法軍和西班牙-那不勒斯聯軍。
面對法國軍隊中強大的敕令騎士和瑞士長槍兵，聯軍最終因軍隊素質不佳而潰敗。這場戰役著名的原因是貢薩洛·費爾南德斯·科爾多瓦在這次戰役後決定改革西班牙軍隊，最終催生出西班牙大方陣這個軍事里程碑的改革。

## 註腳
1. ↑  Stewart 1975，第30頁.